# Valea Ciurenilor
Valea Ciurenilor település Romániában, a Partiumban, Szilágy megyében.

## Fekvése
Zálha közelében, Csurenypuszta mellett fekvő település.

## Története
Korábban a Zálha részét képező Csurenypusztától vált külön, 1956-ban 163 lakossal.
1966-ban 147 román lakosa volt.
A 2002 évi népszámláláskor 38 román lakost számoltak itt össze.